# Zaselek
Zasélek je manjše naselje s 3 do 10 domovi. Zaselki v Sloveniji so značilni predvsem za predalpsko hribovje, kjer se menjavajo s samotnimi kmetijami. V njem običajno ni nobene osnovne oskrbe, denimo trgovine ali šole. 
Ta naselbinska oblika je razširjena povsod po svetu. Za Srednjo Evropo je značilno, da so zaselki nastajali v obdobju zgodnje srednjeveške kolonizacije. V Sloveniji zaselek nima statusa samostojnega naselja (po nekdanji avstrijski statistiki so med samostojna naselja šteli vse zaselke z najmanj tremi domovi), ampak je le njegov sestavni del; nekateri kraji imajo tudi po več kot deset zaselkov. Največ zaselkov je po gričevjih in hribovjih vzhodne in severne Slovenije, vendar jih najdemo tudi na drugih območjih.